# Tijoco
Tijoco es una entidad de población del municipio de Adeje, en el sur de la isla de Tenerife —Canarias, España—.

## Toponimia
El nombre de la localidad es un término de procedencia guanche.

## Características
Tijoco está situado a unos 8 kilómetros de la capital municipal y a una altitud media de 1081 m s. n. m., localizándose aquí la cota máxima que alcanza el municipio. La localidad se caracteriza por estar formada por una extensa área rural y natural.
Está formada por los núcleos poblacionales de La Concepción, Tijoco Alto, Tijoco Bajo, La Hoya Grande y Marazul, así como por viviendas en diseminado.
Cuenta con varios centros culturales, con el Centro de Educación Infantil y Primaria, la iglesia de La Milagrosa en la Hoya Grande, la iglesia de la virgen del Carmen en Tijoco Bajo y la Concepción en el núcleo homónimo, varias ermitas, parques infantiles, canchas deportivas, campo de fútbol, polideportivo, varios tanatorios, gasolineras, farmacia y plazas públicas, así como pequeños comercios, bares y restaurantes. Aquí se encuentra también un Salón del Reino de los Testigos Cristianos de Jehová.
Tijoco cuenta con superficie de los espacios naturales protegidos del Parque Natural de la Corona Forestal, del Sitio de Interés Científico de los Acantilados de Isorana y del Paisaje Protegido del Barranco de Erques, así como con una pequeña área del Parque nacional del Teide.